# Musée Alfred-Danicourt
Le Musée Alfred-Danicourt est un musée municipal labellisé Musée de France situé à Péronne, dans le département de la Somme, qui rassemble des collections archéologiques pour l’essentiel, et des œuvres d’art venant d'achats mais aussi de dons et legs privés. L'intégralité des dépôts de l'État fut perdue pendant la Grande Guerre. Le musée est situé dans l’hôtel de ville de Péronne.

## Histoire
Collectionneur fortuné, maire de Péronne, Alfred Danicourt fait voter en 1874 par le Conseil municipal la création du premier musée de Péronne, qui ouvre ses portes le 7 octobre 1877 dans l'hôtel de ville. Il y occupera presque toute l'aile gauche. À sa mort en 1887, Danicourt lègue à la ville l'intégralité de ses immenses collections et le musée de Péronne prend logiquement son nom.
Préservé jusque 1916, le musée est livré au pillage après l'évacuation des derniers civils. Lorsque les Allemands se replient en mars 1917 sur la Ligne Hindenburg, le musée a perdu 95 % de ses collections et le bâtiment est en ruines.
Grâce au courage du conservateur Félix Louis assisté du gardien Anatole Gronier, quelques trésors (2 à 3 % des collections archéologiques) ont été néanmoins sauvés, enterrés quelques jours avant l'entrée des Allemands en août 1914. Quelques autres objets sont restitués après guerre : sur les quelque 500 œuvres picturales que possédait le musée, celui-ci en retrouve seulement cinq.
Entre les deux guerres mondiales, on reconstitue, en partie, les collections grâce à des dons et des achats d’œuvres d'artistes contemporains (comme Jules Adler, Maurice Asselin, Charles Atamian ou André Devambez) via les dommages de guerre. Mais l'installation du musée n'est pas prévue dans le hôtel de ville reconstruit en 1927 ; les collections sont dispersées.
Pendant la Seconde Guerre mondiale, les objets sauvés en 1914 sont à nouveau enterrés (1941), pour être soustraits à l'intérêt de l'Occupant. Frappée par les bombardements en mai 1940, l'aile droite de la mairie est reconstruite après la guerre et finalement on y réinstalle le musée municipal en juillet 1955, où il se trouve toujours aujourd'hui.

## Collections[2]
Les collections du musée sont composées de peintures, dessins, gravures, mais aussi de pièces de numismatique, de glyptique et d'orfèvrerie de la période gauloise, de l'Antiquité et du Moyen Âge.
Numérisée, la majeure partie des collections est consultable sur le site Joconde du Ministère de la Culture.

### Préhistoire
- Paléolithique : outils de silex acheuléens et moustériens.
- Mésolithique : microlithes et pointes de flèches.
- Néolithique : haches polies et meules à grains.

### Période gauloise[3]
- Numismatique : le Médaillier Danicourt  constitue la pièce maîtresse du musée. Déjà renommé au XIXe siècle, c’est l’un des plus beaux ensembles de monnaies gauloises connus. Il réunit plus de 400 pièces, frappées du IIIe siècle av. J.-C. au Ier siècle après, de la Gaule belgique à la Narbonnaise. On y compte des monnaies d’or, d’argent, de bronze et de potin dont un statère dit « Statère de Vercingétorix »[4]. La collection de monnaies réunit également des pièces grecques, romaines et françaises[5].

L'intégralité de la collection numismatique gauloise a été numérisée en 3D et est disponible sur la plateforme des Ambiani.

### Antiquité
- Objets provenant des fouilles de la villa gallo-romaine d’Athies,
- Pièces d’orfèvrerie, fibules, boucle de ceinturon comme celle trouvée à Misery, près de Péronne[7]…,
- bijoux : bague-sceau créto-mycénienne, bijoux grecs, étrusques, romains,
- Glyptique : près de cent-vingt camées et intailles,
- Statuettes romaines en bronze d’Aphrodite, d'Hermès
- Statuettes tanagréennes

### Haut Moyen Âge
- mobilier funéraire mérovingien : bijoux, colliers, boucles de ceintures, fibules, armes, poteries.

### Peinture
- Œuvres d'artistes picards :
  - Auguste Dehaussy,
  - Louis Debras

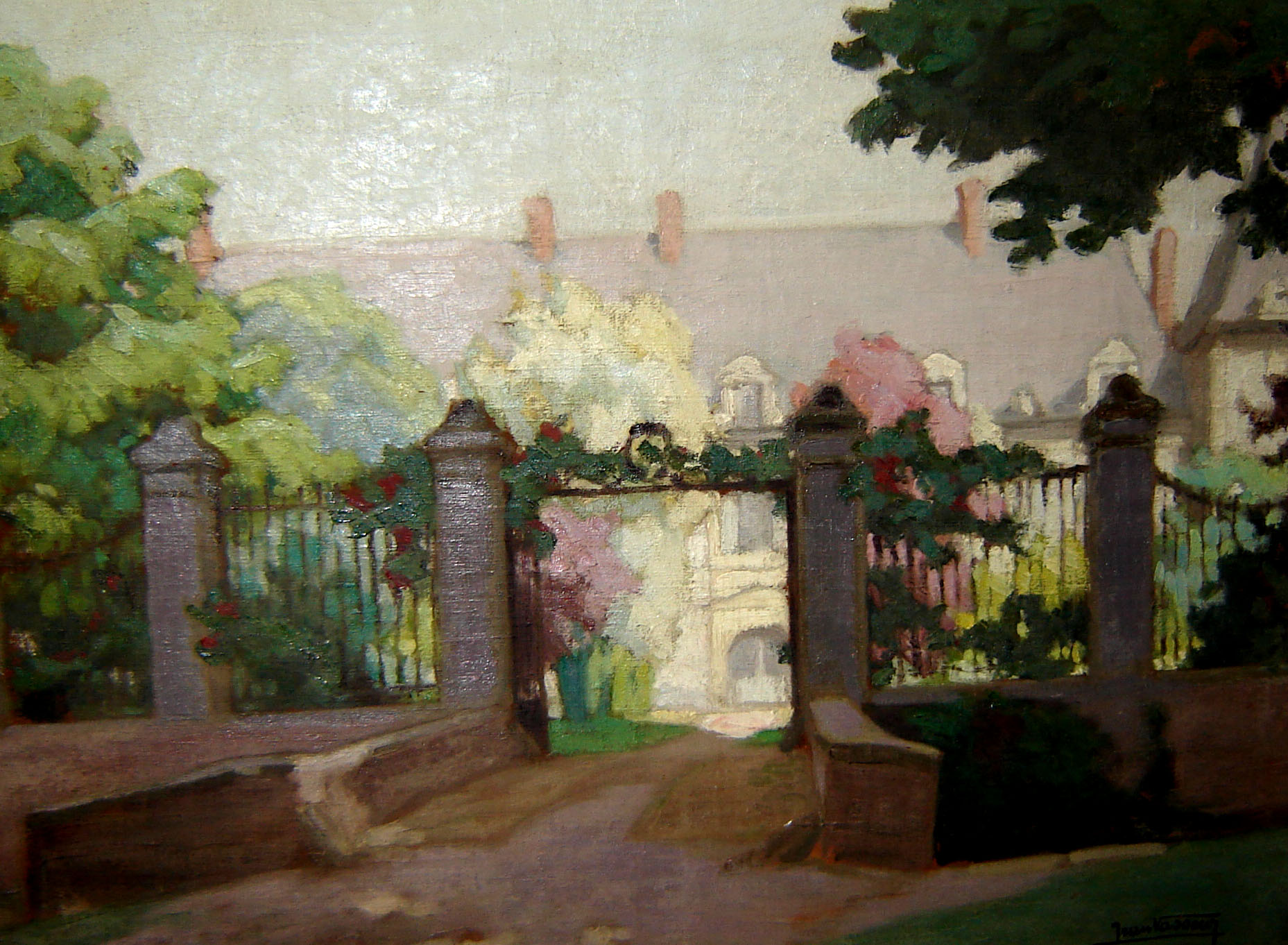
Louis Jean-Baptiste Vasseur - Les grilles du château de Thoix

  - Horace Colmaire, Le vieux Picard[8],
  - Charles-Henri Michel,
  - Alfred Rey,
  - Francis Tattegrain, Les Débris du trois-mâts Majestas[9],
  - Louis Jean-Baptiste Vasseur, etc.

NB : l'accrochage évolue au minimum une fois par an.

### Actions culturelles
La programmation annuelle du musée s'articule autour d'une ou deux expositions temporaires et d'un cycle de conférences culturelles. La thématique change chaque année.
Le musée municipal intervient dans les établissements scolaires et au centre hospitalier de la ville.